# 1830 (numero)
Milleottocentotrenta (1830) è il numero naturale dopo il 1829 e prima del 1831.

## Proprietà matematiche
- È un numero pari.
- È un numero composto da 16 divisori: 1, 2, 3, 5, 6, 10, 15, 30, 61, 122, 183, 305, 366, 610, 915, 1830. Poiché la somma dei suoi divisori (escluso il numero stesso) è 2634 > 1830, è un numero abbondante.
- È un numero tetraprimo, ovvero ricavabile dal prodotto di 4 numeri primi.
- È un numero triangolare.
- È un numero palindromo e un numero a cifra ripetuta nel sistema posizionale a base 13 (AAA).
- È un numero ondulante nel sistema posizionale a base 11 (1414).
- È un numero congruente.
- È un numero pratico.
- È un numero intoccabile.
- È un numero semiperfetto in quanto pari alla somma di alcuni (o tutti) i suoi divisori.
- È un numero intero privo di quadrati.
- È un numero malvagio.
- È parte delle terne pitagoriche (330, 1800, 1830), (816, 1638, 1830), (976, 1830, 2074), (1098, 1464, 1830), (1242, 1344, 1830), (1830, 2440, 3050), (1830, 3496, 3946), (1830, 4392, 4758), (1830, 11088, 11238), (1830, 13664, 13786), (1830, 18560, 18650), (1830, 33464, 33514), (1830, 55800, 55830), (1830, 93016, 93034), (1830, 167440, 167450), (1830, 279072, 279078), (1830, 837224, 837226).

## Astronomia
- 1830 Pogson è un asteroide della fascia principale del sistema solare.

## Astronautica
- Cosmos 1830 è un satellite artificiale russo.